# First Orbit
First Orbit é um documentário experimental de longa-metragem sobre a Vostok 1, a primeira missão tripulada em órbita terrestre realizada pelo Homem. Igualando a órbita da Estação Espacial Internacional ao máximo possível com a da Vostok em 1961, em termos de altitude e horas do dia, o documentarista britânico Christopher Riley e o astronauta italiano Paolo Nespoli, da Agência Espacial Europeia, filmaram a vista que Yuri Gagarin teria tido durante seu voo pioneiro.
As novas imagens foram montadas junto com a gravação original de áudio da Vostok 1, conseguidas junto aos arquivos da Federação Russa. Com trilha sonora criada especialmente por Philip Sheppard, o documentário resultante foi disponibilizado gratuitamente em 2011 no Youtube, em versão integral, como uma homenagem e comemoração aos 50 anos do primeiro voo espacial.

## Produção
Apesar do material filmado de Yuri Gagarin em sua preparação e treinamento para o voo e subsequente turnê mundial de propaganda e reconhecimento ser extenso, existem muito poucas imagens do voo da Vostok 1 em si. Em 2010, Riley teve a ideia de refazer a órbita pioneira de Gagarin, filmando através da cúpula gigante de observação da ISS, um grande observatório com sete janelas.
A estação realiza uma órbita completa em torno da Terra a cada 90 minutos, mas nem sempre segue a mesma rota feita por Gagarin. Para descobrir quando uma oportunidade filmagem poderia acontecer, a ESA juntou Chris ao engenheiro mecânico orbital Gerald Ziegler. Este descobriu que a ISS cobria a mesma distância  e na mesma posição uma vez por semana. Para tornar as coisas mais difíceis, os realizadores precisavam iniciar a filmagem na mesma hora em que Gagarin foi lançado, passando sobre a região de Aral às 06:07 UTC e entrarem no lado escuro do Oceano Pacífico às 06:37, antes de emergirem novamente na luz do Sol, já sobre o Oceano Atlântico, às 07:10, passando sobre a África e o Oriente Médio, retornando ao solo às 07:55, ao norte do Mar Cáspio.
Cálculos posteriores confirmaram que a oportunidade de filmar a mesma trajetória, com o ângulo correto do Sol, nestas exatas horas do dia, só acontecia uma vez a cada seis semanas. O segundo desafio seria coordenar a filmagem com as tarefas dos astronautas a bordo da ISS: "Os astronautas têm uma agenda ocupada, conduzindo uma série de experiências científicas pré-programadas, observação da Terra, exercícios, hora de dormir e se alimentarem." disse Riley à BBC. Isto significava que acomodar as filmagens de First Orbit no tempo útil deles seria outro desafio para os diretores de missão da ESA. Na parte final da trajetória do voo em direção ao ponto de reentrada e pouso, as imagens foram feitas um pouco a leste do original, porque o ponto de vista da ISS era tão mais alto que o da Vostok, que a visão de Gagarin era praticamente a mesma.
Os diretores de missão Roland Luettgens e Giovanni Gravili trabalharam conjuntamente com a equipe de bordo, para passar notas tecnicamente precisas, de maneira a serem seguidas pelos astronautas. Após um pequeno teste em dezembro de 2010, feitas pelo astronauta norte-americano Douglas Wheelock, integrante da Expedição 25, a maior parte da filmagem foi realizada em janeiro de 2011 pelo italiano Paolo Nespoli. Este novo filme mostra a Terra exatamente como Gagarin a teria visto cinquenta anos atrás. Diferente do original, há uma inclusão digital da Lua no filme. Em suas memórias, Road to the Stars, Gagarin registrou que durante seu voo tentou ver a Lua, então crescente, pela curiosidade de saber como ela seria vista do espaço, mas não conseguiu, por estar fora da sua área de visão. Ela foi incluída no filme como um tributo a ele.

### Áudio
Os realizadores do filme conseguiram os arquivos originais de áudio do voo no Arquivo Estatal Russo. Essa gravação histórica contém principalmente as conversações entre Gagarin e Sergei Korolev, o cientista-chefe do programa espacial soviético na época, no controle de terra. Foram montadas sobre o novo filme, respeitando as horas e minutos exatos em que foram proferidas no original. Pela primeira vez essas gravações originais completas foram ouvidas fora da Rússia. Arquivo adicional de áudio vem da gravação original da Rádio Moscou transmitindo a notícia ao mundo durante o voo, da BBC e da agência TASS. As gravações em russo receberam legendas em inglês.

## Distribuição
O resultado final, o documentário com a mesma duração da órbita de Gagarin, foi disponibilizado gratuitamente no site www.firstorbit.org, com o lançamento mundial pelo Youtube no dia 12 de abril de 2011, exatos cinquenta anos após o voo, sob licença Creative Commons. No dia de seu lançamento, foi visto 1,3 milhão de vezes em 24 horas e 2,3 milhões de vezes nas primeiras 48 horas. Além deste lançamento on line, o filme foi exibido em mais de mil telas gigantes dispostas em 75 países, incluindo o quartel-general da UNESCO em Paris, da Boeing em Seattle e no Centro de Controle da Agência Espacial Europeia perto de Munique, na Alemanha.